# IC 1873
IC 1873 ist eine linsenförmige Galaxie vom Hubble-Typ S0 im Sternbild Walfisch südlich des Himmelsäquators. Sie ist schätzungsweise 410 Millionen Lichtjahre von der Milchstraße entfernt.
Das Objekt wurde am 29. Januar 1894 von Stéphane Javelle entdeckt.